# Minneapolis Institute of Art
Das Minneapolis Institute of Art (MIA) ist ein bedeutendes Kunstmuseum in Minneapolis, Minnesota. Auf einer Fläche von 32.000 Quadratmetern stellt es mehr als 80.000 Objekte aus über 5000 Jahren Weltgeschichte aus. Die Sammlung umfasst Malerei, Fotografien, Drucke und Zeichnungen, Textilien und Architektur. Zusätzlich beherbergt es Sammlungen asiatischer, afrikanischer, ozeanischer und amerikanischer Kunst. Es ist bekannt für die Objekte der asiatischen Kunst, insbesondere für die chinesische Architektur und Keramik.

## Geschichte
Nachdem ein Mangel an Bildender Kunst in der Region Minneapolis festgestellt worden war, fanden sich interessierte Bürger zusammen, die 1883 die Minneapolis Society of Fine Arts gründeten. Mit dem Ziel, der Stadt ein breites Kunstangebot zugänglich zu machen, organisierte sie verschiedene Kunstausstellungen. Nachdem sie sich 1889 in Minneapolis Institute of Arts umbenannt hatte, bezog sie ihre ersten dauerhaften Räumlichkeiten in der neu gebauten Minneapolis Public Library. Das eigene, von McKim, Mead and White entworfene Museumsgebäude wurde 1915 eröffnet. Es galt als eines der schönsten Museen, die im Architekturstil der Beaux-Arts-Architektur erbaut wurden. Der Bau sollte ursprünglich der erste von mehreren Abschnitten sein, letztlich wurde nur das Frontgebäude in diesem Stil gebaut. Die Entwürfe für spätere Anbauten stammen von anderen namhaften Architekten. So konnte ein Anbau von Kenzō Tange im Jahr 1974 und eine Erweiterung von Michael Graves 2006 fertiggestellt werden.
Zusätzlich zur ständigen Sammlung werden Wanderausstellungen veranstaltet. Lokale Geschäftspartner finanzieren viele dieser Ausstellungen. Ungewöhnlich ist der freie Eintritt. Lediglich bei Sonderausstellungen wird ein Eintrittsgeld erhoben. Unterstützt wird das Museum durch finanzielle Hilfen der Verwaltung des Hennepin County.
Das Minneapolis Institute of Arts beherbergt auch das Minnesota Artists Exhibition Program (MAEP). Das MAEP ist ein von Künstlern geleitetes Programm, das die in Minnesota lebenden Künstler unterstützt und deren Werke einer breiten Öffentlichkeit zugänglich machen soll.

## Sonstiges
Vor dem Minneapolis Institute of Art steht auch eine Kopie des Geistkämpfers von Ernst Barlach.